# Institut privé de relations internationales et stratégiques
L'Institut Supérieur de Relations Internationales et Stratégiques est un établissement d'enseignement supérieur créé par l'IRIS. Reconnu d'utilité publique, il délivre des diplômes de niveau Master 1 et Master 2.